# Kahi (cantante)
Kahi (가희?, Ga-huiLR, Ka-hŭiMR), pseudonimo di Park Ji-young (박지영?, 朴祉映?, Bak Ji-yeongLR, Pak Chi-yŏngMR; Daegu, 25 dicembre 1980), è una cantante e attrice sudcoreana.
Divenuta nota nel 2009 come frontwoman e leader delle After School, con le quali è stata protagonista di diverse iniziative e alle quali è rimasta legata la sua immagine, ha debuttato come cantante solista nel 2011 con il singolo Come Back, You Bad Person, seguito dall'omonimo EP di successo. Dopo aver lasciato le After School nel giugno 2012, ha proseguito la carriera da solista pubblicando nel 2013 il singolo It's Me.

## Biografia
Kahi nasce a Taegu, in Corea del Sud, il 25 dicembre 1980. Viene cresciuta dai nonni e scopre la passione per la danza all'età di 16 anni. Durante l'adolescenza diventa anche fan del gruppo musicale hip hop Roo'ra e questo la ispira a tentare una carriera nel mondo della musica. Tuttavia la famiglia è contraria e Kahi non riceve alcun allenamento professionale; la ragazza continua tuttavia ad allenarsi da sola nel canto e nella danza durante gli anni della scuola media. Più tardi il padre la convince ad iscriversi all'università ma Kahi interrompe il proprio corso di studi per focalizzarsi nel mondo della danza. A causa di questa decisione, non parlerà con il padre per i successivi sette anni. Decide quindi di trasferirsi da sola a Seul senza denaro. All'età di 18 anni partecipa ad un'audizione per diventare ballerina di sfondo e viene accettata.
Nel 2016 partecipa al reality show Produce 101 come vocal coach.

## Carriera

### After School
Nel 2009 Kahi fece il proprio debutto come frontwoman e leader delle After School, gruppo musicale sotto contratto con la Pledis Entertainment.

## Discografia
Per le opere con le After School, si veda Discografia delle After School.

### Singoli
- 2011 - Come Back, You Bad Person (Pledis Entertainment)
- 2013 - It's ME (Pledis Entertainment)

## Filmografia

### Cinema
- White: Jeoju-ui melody (화이트: 저주의 멜로디), regia di Kim Gok e Kim Sun (2011)
- Momosallong (모모살롱), regia di Kim Tae-hee (2014)
- Oneului yeonae (오늘의 연애), regia di Park Jin-pyo (2015)

### Televisione
- Minam-isine-yo (미남이시네요) – serial TV (2009)
- Dream High 2 (드림하이 2) – serial TV (2012)
- Ajik he-eojiji anh-atgi ttaemun-e (아직 헤어지지 않았기 때문에) – serial TV (2013)